# España (couraçado)
O España foi um couraçado operado pela Armada Espanhola e a primeira embarcação da Classe España, seguido pelo Alfonso XIII e Jaime I. Sua construção começou em dezembro de 1909 na Sociedad Española de Construcción Naval e foi lançado ao mar em fevereiro de 1912, sendo comissionado em outubro do ano seguinte. Era armado com uma bateria principal composta por oito canhões de 305 milímetros em quatro torres de artilharia duplas, tinha um deslocamento carregado de mais de dezesseis mil toneladas e alcançava uma velocidade máxima de dezenove nós.
O España teve um início de carreira tranquilo que consistiu principalmente em exercícios de treinamento e viagens diplomáticas internacionais. A Guerra do Rife começou em 1921 e o navio foi usado para apoiar as tropas do Exército de Terra Espanhol. Ele encalhou no Cabo das Três Forcas em 26 de agosto de 1923 durante uma dessas operações e não pode ser libertado antes de uma tempestade destruir seus destroços em novembro. Foi parcialmente desmontado e alguns de seus canhões foram removidos e depois usados como baterias de artilharia costeira até 1999.

## Características

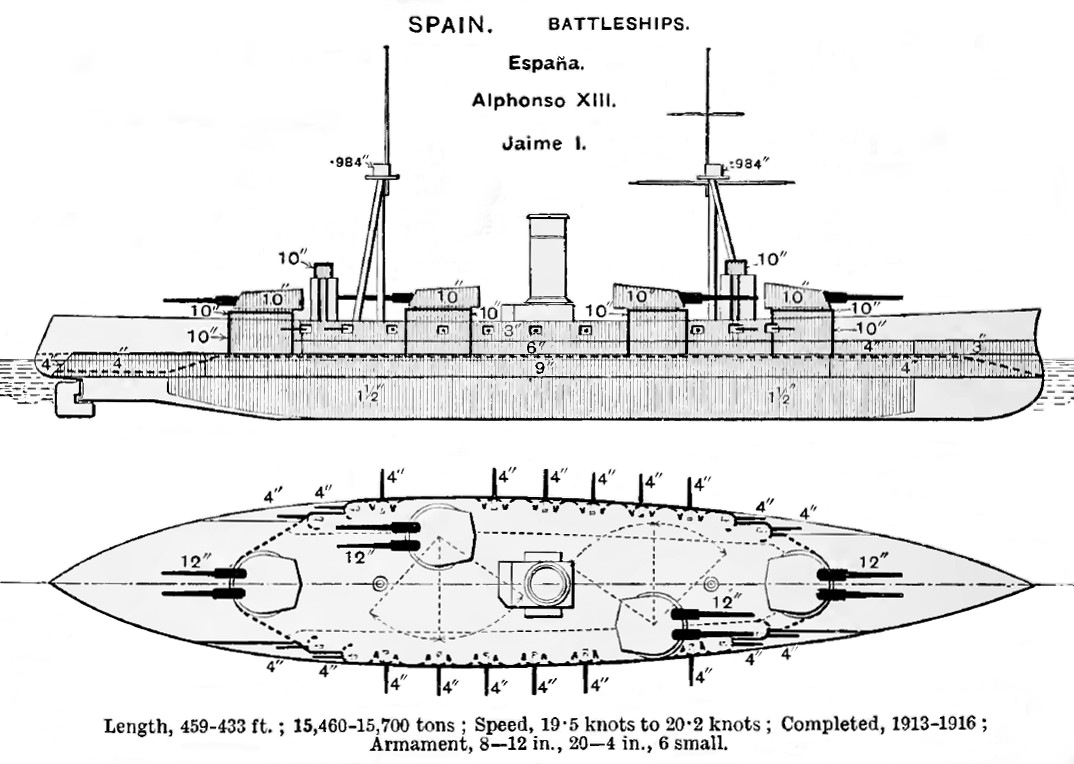
Desenho da Classe España

Boa parte da frota espanhola foi destruída em 1898 na Guerra Hispano-Americana, com uma série de tentativas fracassadas de reconstrução ocorrendo nos ano seguintes. Os governos de Espanha, França e Reino Unido entraram em um plano de defesa mútua após 1906. Desta forma, uma frota espanhola forte era de interesse francês e britânico, que assim deram assistência no desenvolvimento de navios modernos. As embarcações que se tornariam a Classe España foram autorizadas em 1908 depois do comando naval espanhol ter descartado planos para pré-dreadnoughts.
O España tinha 132,6 de comprimento da linha de flutuação e 140,2 metros de comprimento de fora a fora, boca de 24 metros, calado de 7,9 metros e borda livre de 4,6 metros à meia-nau. Seu deslocamento normal era de 15,7 mil toneladas e o deslocamento carregado de 16 450 toneladas. Seu sistema de propulsão tinha doze caldeiras Yarrow e quatro turbinas a vapor Parsons, cada uma girando uma hélice. A potência indicada era de 15,8 mil cavalos-vapor (11,6 mil quilowatts) para uma velocidade máxima de 19,5 nós (36,1 quilômetros por hora). Sua autonomia era de cinco mil milhas náuticas (9,3 mil quilômetros) a uma velocidade de dez nós (dezenove quilômetros por hora). Sua tripulação era de 854 oficiais e marinheiros.
O armamento principal consistia em oito canhões Vickers Marco H. calibre 50 de 305 milímetros montados em quatro torres de artilharia duplas, uma à vante e outra à ré da superestrutura e as outras duas em um esquema en echelon à meia-nau. Este arranjo foi escolhido para economizar peso e dinheiro. A bateria secundária tinha vinte canhões calibre 50 de 102 milímetros montados em casamatas individuais pelo comprimento do casco. Elas ficavam muito próximas da linha de flutuação, deixando-as inutilizáveis em mares bravios. Também era armado com quatro canhões de 47 milímetros e duas metralhadoras. Seu cinturão principal de blindagem tinha 203 milímetros de espessura à meia-nau, mesma espessura das torres de artilharia. O convés tinha 38 milímetros, enquanto as laterais da torre de comando tinham 254 milímetros.

## História

### Início de carreira

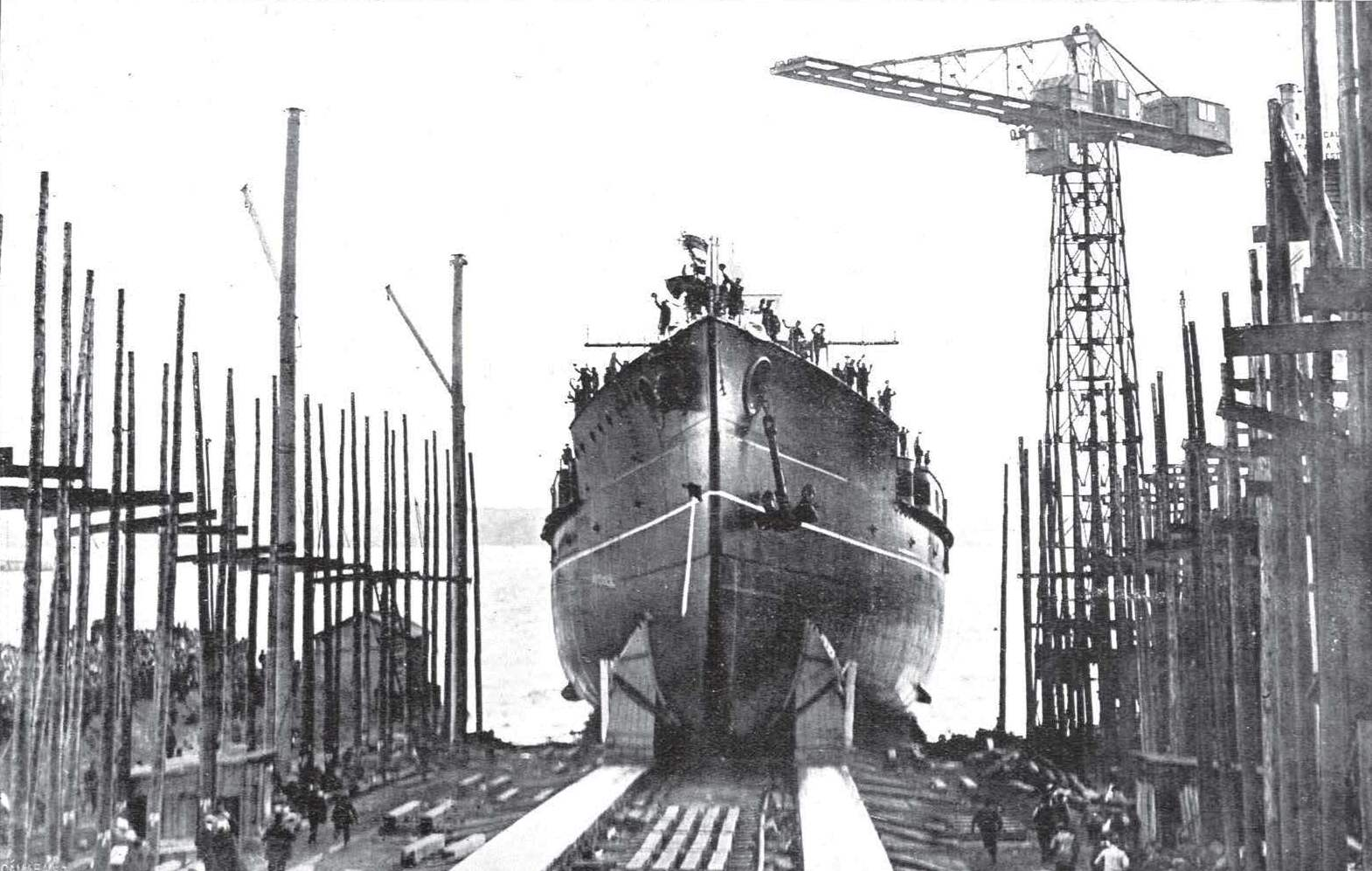
O lançamento do España

O batimento de quilha do España ocorreu em 6 de dezembro de 1909 na Sociedad Española de Construcción Naval em Ferrol. Foi lançado ao mar em 5 de fevereiro de 1912 e entregue para a Armada Espanhola em 8 de setembro de 1913, mas alguns trabalhos continuaram a serem feitos até ser comissionado em 23 de outubro. Neste mesmo mês o presidente francês Raymond Poincaré visitou a Espanha e subiu a bordo do couraçado. Durante esta visita ele conheceu Jaime Janer Róbinson, o oficial de artilharia do España, quem Poincaré no ano seguinte agraciou com a Legião de Honra pelo desenvolvimento dos treinamentos de artilharia espanhóis. Róbinson era o principal especialista espanhol em sistemas modernos de artilharia e sua nomeação para o navio lhe permitiu instalar o primeiro sistema de controle de disparo moderno da Armada Espanhola. O España fez seu cruzeiro de testes e treinamentos iniciais, em seguida participando em junho de 1914 de testes de artilharia, ficando pronto para o serviço. A Crise de Julho tomou a Europa depois do assassinato do arquiduque Francisco Fernando e isso levou ao início da Primeira Guerra Mundial no final do mês. A Itália inicialmente declarou neutralidade, o que permitiu que a Espanha fizesse o mesmo, apesar dos italianos terem depois entrado na guerra.
O navio foi designado para a 1ª Esquadra, recebendo a companhia de seus dois irmãos quando entraram em serviço. O España atravessou o Oceano Atlântico em fevereiro de 1915 para representar a Espanha na inauguração do Canal do Panamá. Apenas Espanha, Portugal e países da América do Sul enviaram navios para as cerimônias já que as principais marinhas europeias estavam ocupadas com a Primeira Guerra Mundial. Seu irmão Alfonso XIII entrou em serviço em 1915 e os dois couraçados navegaram para Santander, onde encontraram com o rei Afonso XIII a bordo de seu iate Giralda. Os dois irmãos em seguida participaram de treinamentos próximos da Galicia.
O España fez um grande cruzeiro pela América do Sul em 1920, partindo em 14 de junho e navegando primeiro para os grandes portos do Rio da Prata. Levou consigo um representante espanhol para participar das celebrações do quartocentenário da descoberta do Estreito de Magalhães no Chile, no processo se tornando o primeiro navio da Armada Espanhola a atravessar o Canal do Panamá. Encalhou próximo de Puerto Montt em águas chilenas em 29 de janeiro de 1921 enquanto voltava para casa, sendo reflutuado com alguma dificuldade. Seu casco ficou muito amassado por 46 metros de comprimento, com rochas tendo aberto um buraco grande de 2,4 por 2,4 metros entre as armações 22 e 36, enquanto vários buracos menores foram feitos entre as armações 48 e 56 a bombordo e 58 a 76 a estibordo. Mergulhadores realizaram reparos temporários com concreto ainda no Chile e reparos definitivos ocorreram em Balboa no Panamá, permitindo que o couraçado fizesse a viagem de volta para a Espanha.

### Guerra do Rife

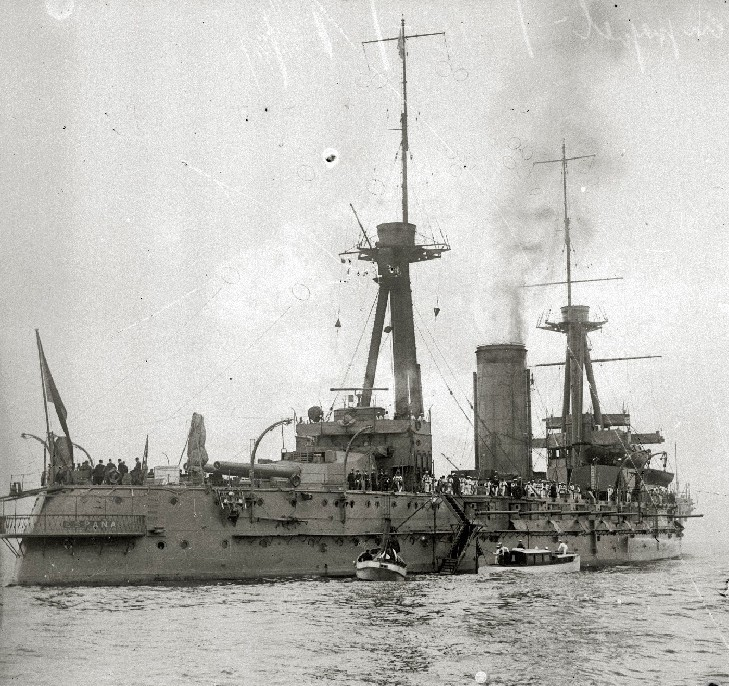
O España em Guipúscoa em 1922

O couraçado deu suporte de artilharia para o Exército de Terra Espanhol em suas campanhas no Marrocos durante a Guerra do Rife, que começou em meados de 1921 contra o domínio colonial espanhol. O España e o Alfonso XIII bombardearam posições rifenhas ao sul de Melilha em 17 de setembro enquanto tropas da Legião Espanhola atacavam por terra. O España encalhou no meio de uma espessa neblina em 26 de agosto de 1923 enquanto realizava uma bombardeamento próximo do Cabo das Três Forcas. O Alfonso XIII se aproximou e embarcou a tripulação para que as operações de resgate pudessem começar. A Armada Espanhola contratou duas empresas de salvamento para reflutuar o navio, mas ambas recusaram o trabalho depois de inspecionarem os destroços.
Os espanhóis não conseguiram reflutuar o España sob condições normais, assim a maior quantidade possível de peso foi removida com o objetivo de deixá-lo mais leve. Seus canhões foram removidos e jogados para fora a fim de serem recuperados depois pelo navio de resgate Kanguro. Boa parte da blindagem, maquinários e munições também foram removidas. Seu casco foi selado e parcialmente drenado em preparação para ser reflutuado, porém tempestades violentas danificaram ainda mais o España em 19 de novembro, apenas três semanas antes da tentativa de libertá-lo, enquanto esperavam os equipamentos necessários chegarem da Itália. O casco agora não podia mais ser reflutuado e ele se partiu ao meio em novembro de 1924, sendo abandonado pela Armada Espanhola.
Os canhões de 305 e 102 milímetros do España foram depois instalados em baterias de artilharia costeira. Três armas de 305 milímetros foram colocadas em Cádis em 1953 em montagens únicas; cada canhão foi colocado em uma nova montagem de torre de artilharia com um escudo fechado em cima de uma base de concreto que incluía um depósito de munição, controle de disparo, gerador e outras salas de suporte. Algumas baterias permaneceram em serviço até 1999, sendo então tiradas de serviço. Duas dessas armas tinham sido removidas até 2009, mas a terceira foi mantida como exibição. Afonso XIII foi deposto em abril de 1931 e o Alfonso XIII foi renomeado para España.